# Andrije Hebranga
Andrije Hebranga je ulice v hlavním městě Chorvatska, Záhřebu. Nachází se jižně od samotného středu města. Komunikace o délce cca 540 m je vedena západo-východním směrem a spojuje park Zrinjevac s Náměstím Chorvatské republiky. 

## Název
Ulice je pojmenována podle Andrije Hebranga, jugoslávského partyzána. Podle kritiků byl výběr této ulice a její pojmenování právě podle Hebranga záměrný, a to proto, že ulice směřuje na (bývalé) náměstí pojmenované po Josipu Brozu Titovi, což mělo symbolizovat konflikt mezi oběma. Do druhé světové války nesla název Kukovićeva ulica.
V roce 1996 byla diskutována možnost přejmenování ulice podle Miroslava Krleži.

## Historie
Ulice vznikla v druhé polovině 19. století. Některé její části jsou již vyobrazeny na mapě druhého vojenského mapování, na mapování třetím se potom objevuje v celé své délce.

## Doprava
Jedná se o rušnou městskou třídu. Provoz je ve dvou jízdních pruzích, ze severní strany ulice je umístěno stromořadí.

## Významné budovy
- Chorvatské školské muzeum (chorvatsky Hrvatski školski muzej
- Evangelický kostel
- Dům Frank (chorvatsky Kuća Frank)
- Kukovićův dům (chorvatsky Kukovićeva kuća)[2]
- Velvyslanectví Turecka
- Velvyslanectví Francie
- Moderní galerie